# Tavola Rotonda (Lovanio)
La Tavola Rotonda (in fiammingo Het Tafelrond) è un edificio storico della città di Lovanio, in Belgio.
Sorge sul centrale Grote Markt, a est del Municipio, e venne costruito tra il 1480 e il 1487, demolito nel 1818 e ricostruito dopo la prima guerra mondiale.

## Storia e descrizione

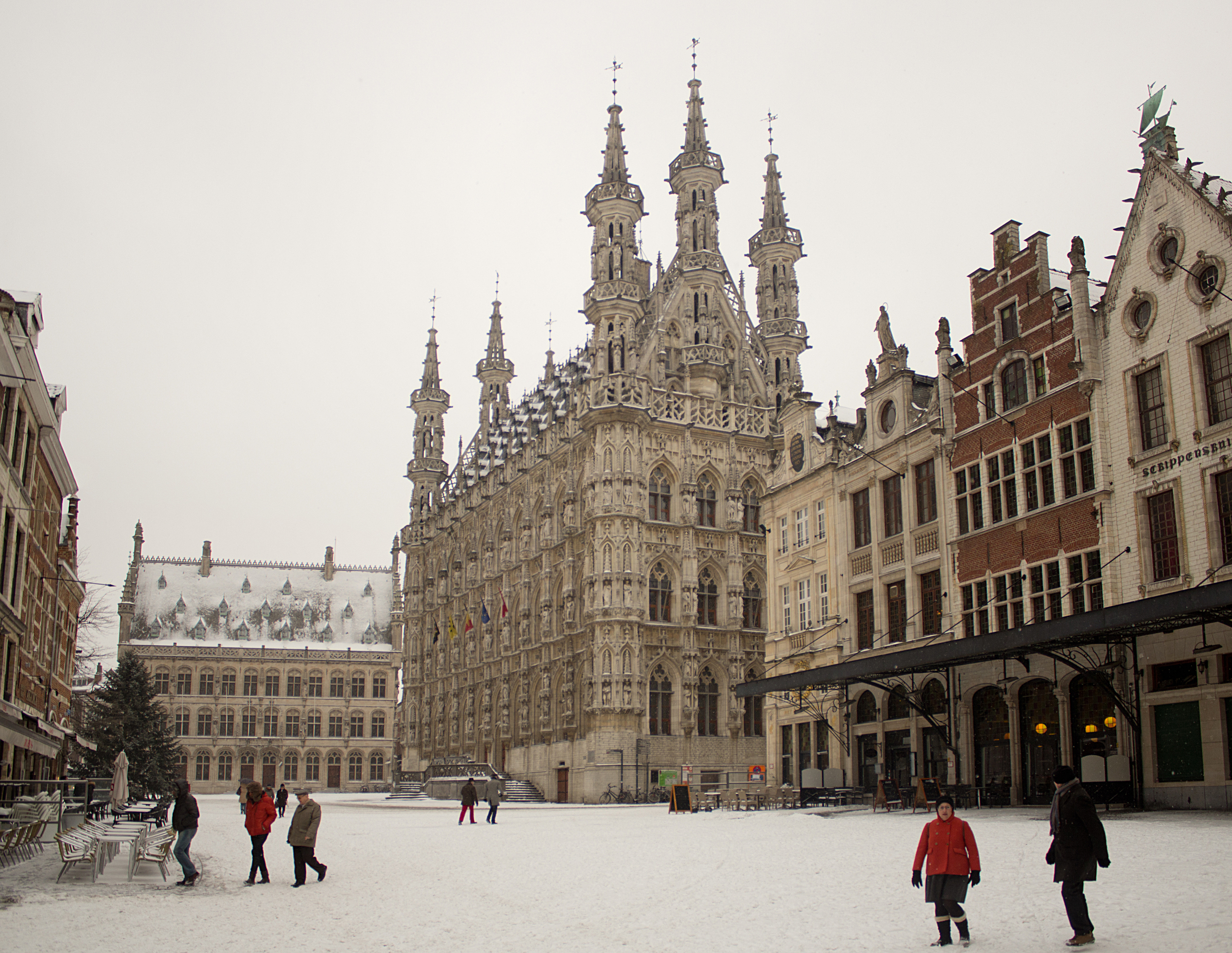
Veduta della Tavola Rotonda sul Grote Markt, con il Municipio.

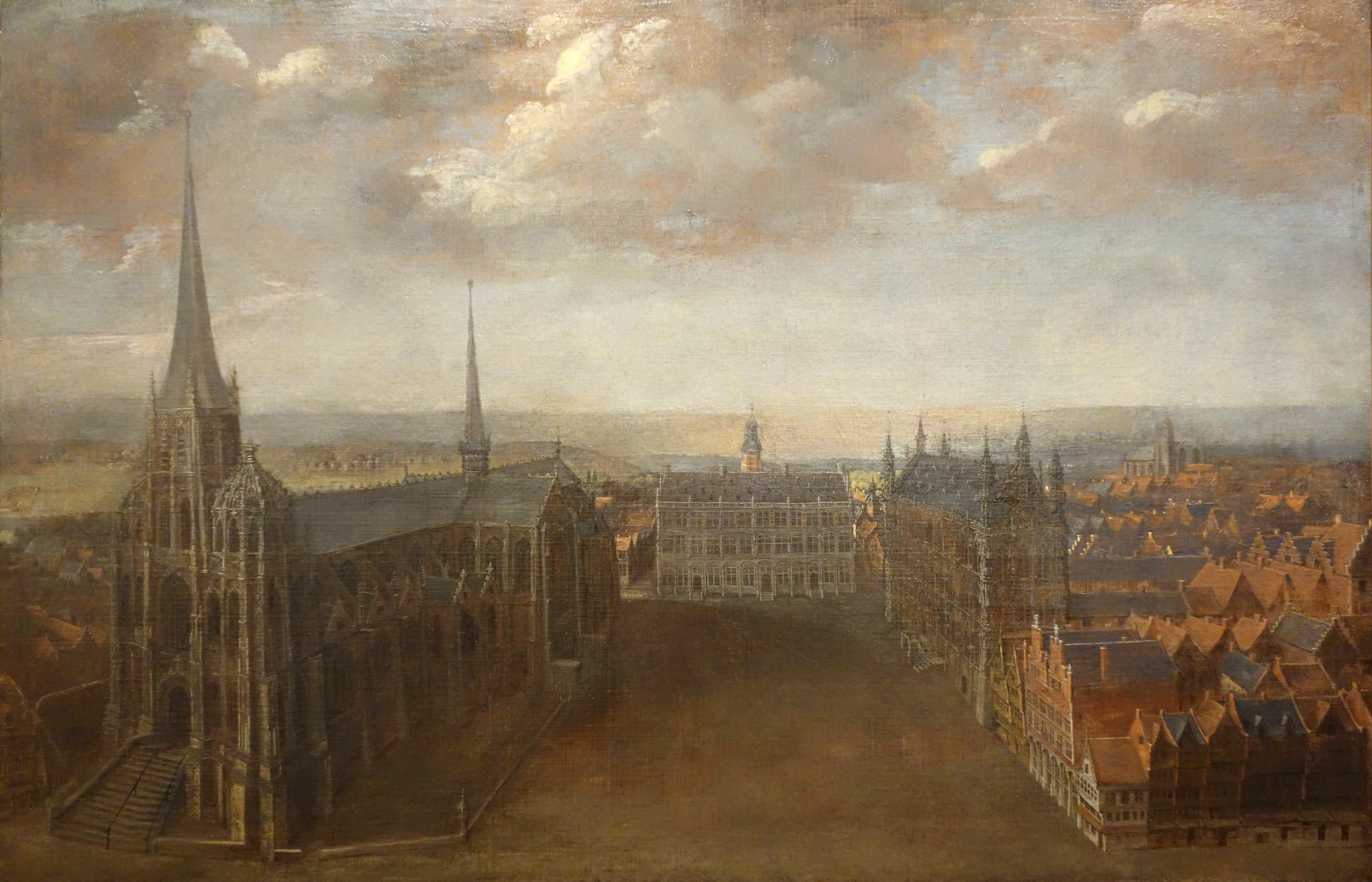
La Tavola Rotonda in un quadro del XVII secolo.

### L'edificio gotico
Sul sito dell'attuale edificio sorgevano tre case: Tafelront, Sint-Joris Huis e Spaegnen Huis ("Tavola Rotonda", "Casa di San Giorgio" e "Casa Spagnola"). Nel 1479 il Consiglio cittadino decise l'acquisto delle case per uniformare questo lato del Grote Markt alle costruzioni monumentali del Municipio e della Collegiata, e per accogliervi le riunioni della Camera di retorica e della Corporazione degli Schutterij.
La costruzione venne affidata al grande architetto di città Matthijs de Layens che la iniziò nel 1480, ma venne completata nel 1487, dopo la morte del maestro, da Jan de Mesmakere e prese il nome definitivo di Tavola Rotonda.
Ne uscì un edificio tardo gotico monumentale, in perfetto allineamento stilistico con gli altri della piazza. Si presentava, di forma rettangolare, su tre piani con tre facciate di cui la principale divisa in dodici campate. Sormontava il tutto il grande tetto spiovente circondato da una balaustra traforata, e ricco di camini e abbaini. Statue di santi si ergevano dentro strette nicchie sotto baldacchini. La decorazione scultorea venne realizzata da Hendrick Keldermans, Jan Maes, Everaert van der Borcht e Otto Van de Putte.
Nel 1553 l'edificio venne gravemente danneggiato da un incendio e fu restaurato nel 1556 da Pierre Walraven, che ne alterò un po' le facciate, soprattutto al livello del secondo piano aggiungendovi delle finestre crociate.

### L'edificio neoclassico
In seguito il palazzo venne trascurato per diversi secoli. Molto malandato, il 25 ottobre 1817, su suggerimento degli architetti Claude Fisco e Jacques Verheyen, il consiglio comunale ne decise la demolizione.
Dopo diverse incertezze sulla destinazione di questo spazio, venne infine approvato il progetto di Charles Vander Straeten per la costruzione di un edificio neoclassico destinato a spettacoli e sala da concerti. Venne eretto tra il 1829 e il 1832, con un auditorium di 980 posti, e affidato alla Société de l'Académie de Musique.
Tuttavia questo edificio venne completamente distrutto nell'agosto del 1914 durante la prima guerra mondiale.

### La ricostruzione neogotica

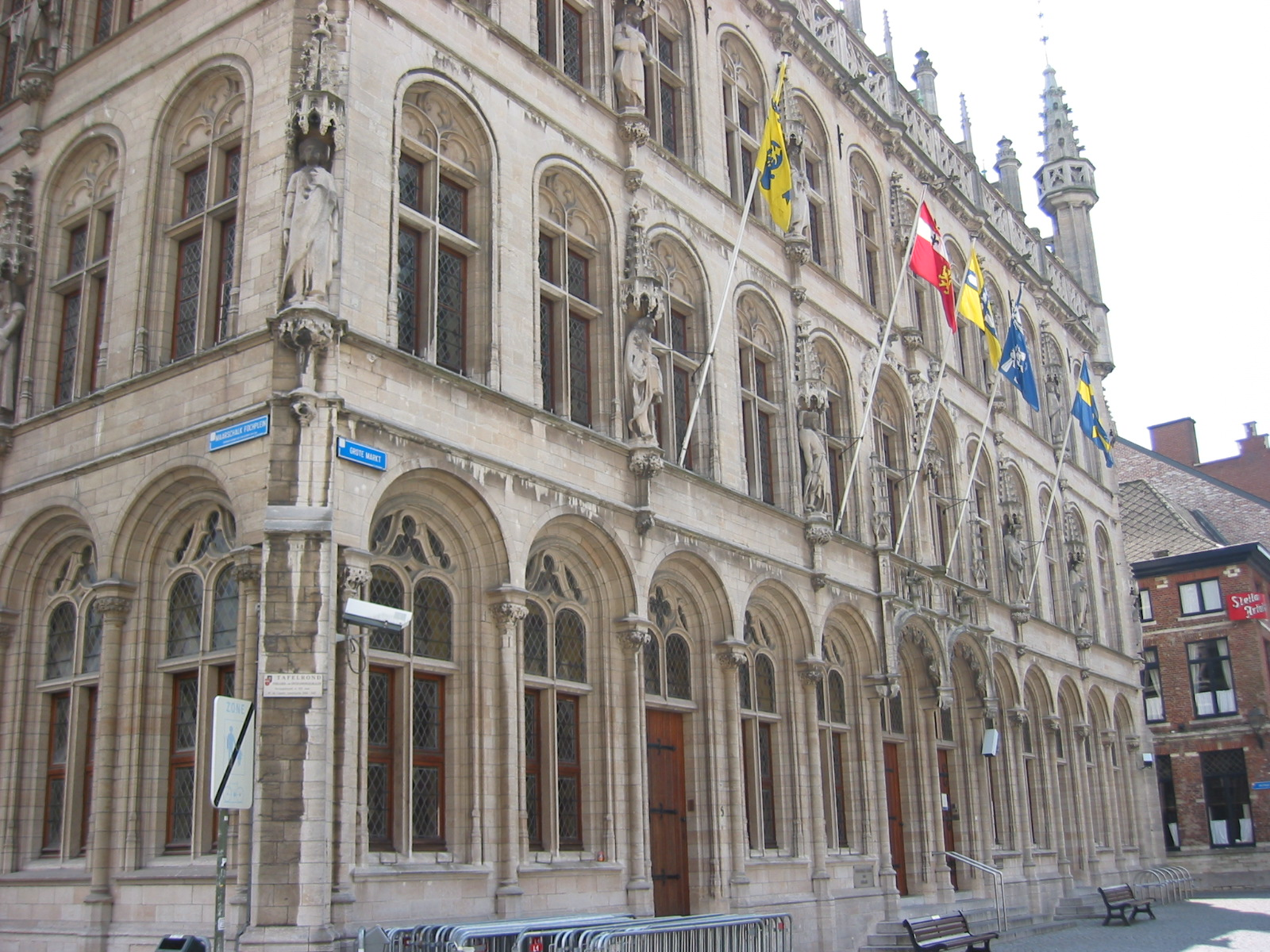
Particolare delle facciate.

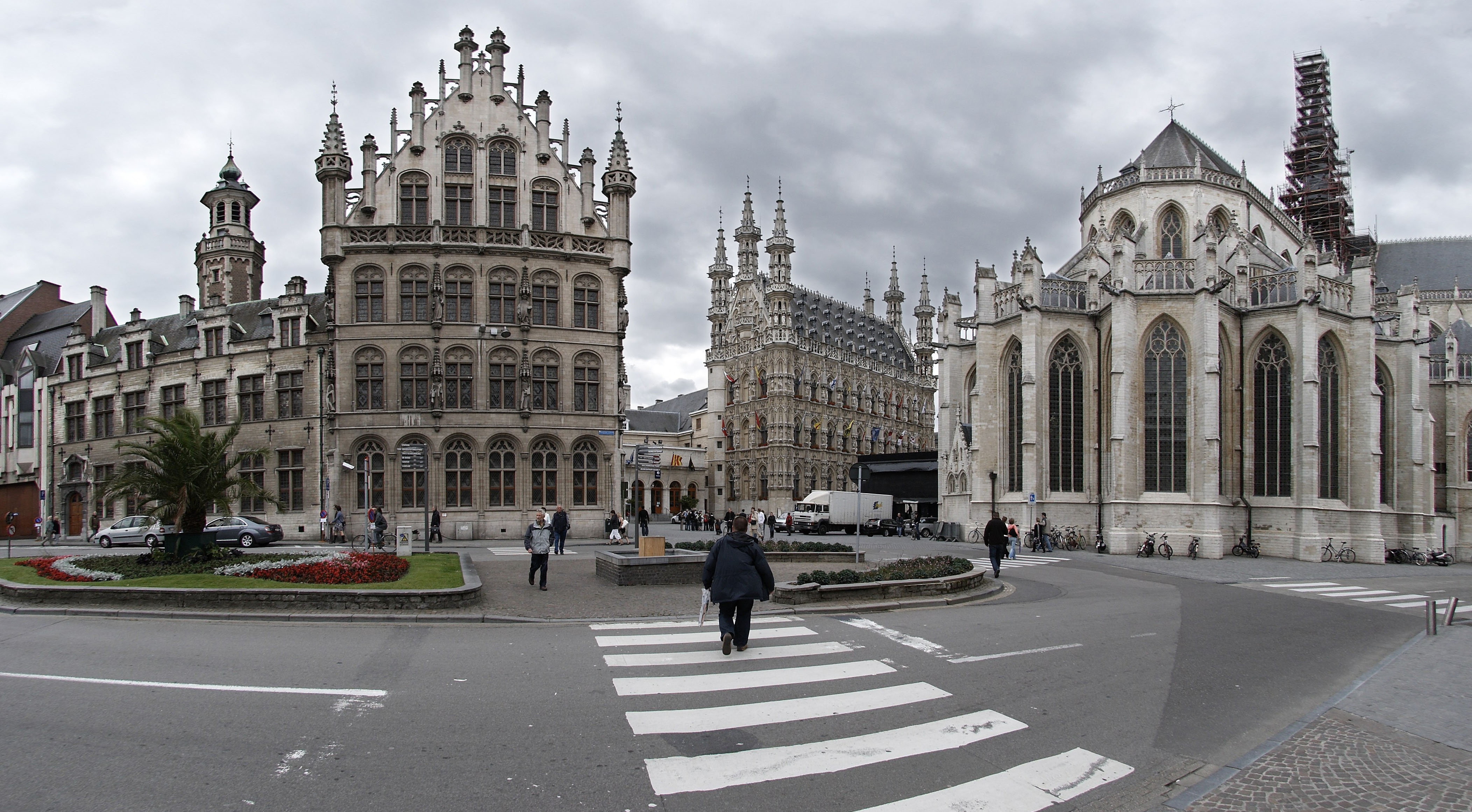
La Tavola Rotonda vista da Fochplein.

Già da tempo si riteneva l'edificio neoclassico un grave errore stilistico, così al momento della sua ricostruzione si optò per lo stile originale. Fu la Banca nazionale del Belgio a finanziare il cantiere, al fine di riaprire una filiale a Lovanio dopo aver perduto quella su Ladeuzeplein a seguito dei bombardamenti.
La costruzione dell'edificio venne affidata all'architetto anversese Maxime Winders (1882-1982), sposato con la figlia del direttore della Banca, che fece un'accurata ricerca storica sull'edificio originale di de Layens. Il cantiere iniziò nel 1926 e l'edificio venne inaugurato nel 1930, ma i lavori continuarono fino al 1937. Nelle nicchie furono poste sculture di Ernest Wijnants che rappresentano figure importanti del settore bancario e finanziario, in veste gotica.
Nella notte fra il 10 e l'11 maggio 1944 la Tavola Rotonda venne di nuovo pesantemente danneggiata da un raid aereo. L'edificio bruciò completamente e la facciata fu molto danneggiata. I lavori di restauro vennero completati nel 1947 e nel 1980 l'architetto J.M. Fox eseguì ancora delle ristrutturazioni e ampliamenti principalmente lungo la Tiensestraat e Eikstraat.
Nel 2002, la Banca nazionale lasciò l'edificio, che nel luglio 2005 venne venduta e acquistata da Jan Callewaert, il presidente e fondatore di Option, società di tecnologia fiamminga quotata in Borsa.